# Хесус де Арагон
Хесус де Арагон і Сольдадо (Вальсаїн, Сан-Ільдефонсо, Сеговія, 18 березня 1893 року — Мадрид, 19 квітня 1973 року) — іспанський перекладач, економіст, письменник і професор. 

## Біографія
Хесус де Арагон здобув освіту інженера залізничного транспорту. Він був фінансовим директором Gas Madrid і організував бухгалтерський відділ видавництва Aguilar та опублікував кілька бухгалтерських трактатів. У 1924 році його найняли закінчити роботу Еміліо Каррере «Вежа семи горбань». Він почав свою кар'єру як автора наукової фантастики та містик, і його називали «іспанським Жулем Верном». Використовував псевдоніми Капітан Сіріус і Дж. де Ногара.

## Твори
- 1924: Сорок тисяч кілометрів на борту літака «Привид».
- 1924: Подорож на дно океану.
- 1929: Повітряні пірати.
- 1929: Дивна пригода кохання на Місяці.
- 1929: Нові системи подвійного входу.
- 1929: Поховане місто.
- 1930: Повітряний континент.
- 1931: Біла тінь Касараса.
- 1931: Вночі над забороненим містом.
- 1933: Знищення Атлантиди.
- 1933: Панове гір.
- 1933: Демон Кавказу.
- 1934: Царські чотири мушкетери.
- 1934: Сутінки в червоній ночі (продовження «Чотирьох мушкетерів царя»).
- 1941: Бухгалтерський облік купців і окремих компаній.
- 1942: Сучасна енциклопедія бухгалтерського обліку.
- 1959: Енциклопедія ділового адміністрування, бухгалтерського обліку та організації (разом зі своїми синами Хесусом і Енріке).
- 1964: Трактат з аналітичного обліку: теорія і практика стандартних витрат, адаптація до іспанської та американської систем бухгалтерського обліку (разом зі своїми синами Хесусом і Енріке).